# Irene Houthuijs
Irene Houthuijs is een Nederlandse onderzoeksjournaliste die werkt voor radio en televisie. 
Na  de school voor Journalistiek studeerde Houthuijs Politicologie aan de Universiteit van Amsterdam. Vanaf 2004 werkte ze voor Internationale Journalisten-Programma's (IJP) en schreef ze voor Vrij Nederland en de Groene Amsterdammer. 
Sinds 2006 is zij te beluisteren bij Holland Doc Radio (NTR). Vanaf 1993 maakte ze voor de VPRO interviews, podcasts en reportages. Irene Houthuijs werkte voor radioprogramma's als Argos, Het Marathoninterview, Standplaats en Plots. Maandelijks bespreekt zij in het radioprogramma Lees dees een bijzonder, maar relatief onbekend boek uit de twintigste eeuw. 

## Erkenning
Het interview Portret Heleen Mees in het programma Radioatelier werd in 2009 genomineerd voor De Luis.
Met Suzan Borst maakte ze voor het radioprogramma Argos het item Woningcoöperatie SGGB. De kleine corporatie SGGB uit Hoofddorp richtte zich speciaal op de doelgroep senioren. Mede door de opnames kwam aan het licht dat bestuurders van de woningcorporatie te veel financiële risico's hadden genomen door voor eigen ondernemer te spelen. Als oplossing had het bestuur het plan opgevat om een deel van de bezittingen te verkopen.
Met Gerard Leenders en Kees van den Bosch maakte ze in 2010 voor het VPRO-programma Argos De opkomst en ondergang van het Nationaal Historisch Museum in Arnhem. In dit onderzoek spraken ze met de hoofdrolspelers. De met De Tegel bekroonde reconstructie werd verleend in de categorie Radio.
Nadat het radioprogramma Plots in 2013 al eens de Zilveren Reissmicrofoon had gewonnen, werd die prijs in 2017 uitgereikt aan het programma Argos.

## Prijzen
- De Tegel (2009)
- De Loep (2009)